# Kyosuke Sahara
Kyosuke Sahara –en japonés, 佐原 恭輔, Sahara Kyosuke– es un deportista japonés que compitió en judo. Ganó una medalla de bronce en el Campeonato Mundial de Judo de 1979 y una medalla de oro en el Campeonato Asiático de Judo de 1981.

## Palmarés internacional
| Campeonato Mundial  | Campeonato Mundial  | Campeonato Mundial | Campeonato Mundial |
| Año                 | Lugar               | Medalla            | Categoría          |
| ------------------- | ------------------- | ------------------ | ------------------ |
| 1979                | París (Francia)     | Medalla de bronce  | –65 kg             |
| Campeonato Asiático |                     |                    |                    |
| Año                 | Lugar               | Medalla            | Categoría          |
| 1981                | Yakarta (Indonesia) | Medalla de oro     | –65 kg             |